# Teuvo Länsivuori
Teuvo Länsivuori, detto Tepi (Iisalmi, 9 dicembre 1945), è un pilota motociclistico finlandese ritiratosi dall'attività agonistica.

## Carriera
Figlio di un costruttore di bare, Länsivuori inizia a correre nel 1962 con una Husqvarna 175 in gare su ghiaccio, motocross e dirt-track. È nell'ambiente delle corse su ghiaccio che conosce Jarno Saarinen, di cui diventa amico e con il quale condivide le trasferte.
Nell'agosto 1966, abbandonate le corse su ghiaccio per quelle su strada, ottiene la sua prima vittoria a Savonlinna; l'anno successivo fa il suo esordio nel Motomondiale, concludendo al settimo posto il GP di casa della classe 250. Länsivuori ottenne i primi punti iridati ad Imatra nel 1969, con un ottavo posto nella gara della quarto di litro.
Nella stagione 1970 Länsivuori ottenne la prima vittoria internazionale, nella gara non iridata di Hořice; nel Mondiale, invece, ottenne come migliore risultato il sesto posto al GP di Jugoslavia. Nel 1971 ottenne la sua prima vittoria iridata, in occasione del GP di Spagna. L'anno successivo Länsivuori e Saarinen furono ingaggiati dall'importatore finlandese Yamaha, Arwidson: "Tepi" ottenne due podi.
Nel Motomondiale 1973 Länsivuori fu ingaggiato dalla Yamaha come pilota ufficiale per le categorie 250 e 350, insieme a Saarinen e a Hideo Kanaya. In seguito alla morte di Saarinen a Monza a Länsivuori furono affidate le moto di Saarinen per tentare di vincere i titoli di 250 e 350: la stagione terminò con il secondo posto in entrambe le categorie e cinque GP vinti. Riconfermato dalla Yamaha per il 1974 come secondo di Giacomo Agostini, il finlandese corse in 350 (sesto a fine stagione con una vittoria) e in 500 (terzo dietro le MV Agusta di Read e Bonera, con una vittoria).
Per la stagione 1975 Länsivuori si accasò alla Suzuki, dove affiancò Barry Sheene in 500 e Formula 750: la scarsa affidabilità delle moto e una caduta a Imola gli fruttarono solo il quarto posto nella classifica finale della 500. Migliori i risultati nel 1976: in sella ad una Suzuki RG 500 fornitagli dall'importatore finlandese fu vicecampione del mondo della mezzo litro.
Nella stagione 1977 Länsivuori fu ingaggiato dal team Life, sostenuto dall'omonima azienda di caschi di Agordo e diretto da Alberto Pagani: il dissesto finanziario della squadra gli consentì di raccogliere solo un podio (terzo a Silverstone). A fine 1978, dopo una stagione da privato terminata all'ottavo posto in 500, Länsivuori annunciò il suo ritiro, ritornando nella natia Iisalmi.

## Risultati nel motomondiale

### Classe 125
| 1970 | Classe | Moto   |     |    |   |   |   |   |   |    |   |    |   |   |  | Punti | Pos. |
| ---- | ------ | ------ | --- | -- | - | - | - | - | - | -- | - | -- | - | - |  | ----- | ---- |
| 1970 | 125    | Yamaha | Rit | 10 | - | - | - | - | - | 18 | 8 | NE | - | - |  | 4     | 41º  |

| 1971 | Classe | Moto   |     |   |  |   |   |   |   |   |   |    |   |   |  | Punti | Pos. |
| ---- | ------ | ------ | --- | - |  | - | - | - | - | - | - | -- | - | - |  | ----- | ---- |
| 1971 | 125    | Yamaha | Rit | - |  | - | - | - | - | - | - | NE | - | - |  | 0     |      |

| Legenda | 1º posto        | 2º posto            | 3º posto            | A punti      | Senza punti        | Grassetto – Pole position Corsivo – Giro più veloce |
| Legenda | Gara non valida | Non qual./Non part. | Ritirato/Non class. | Squalificato | '-' Dato non disp. | Grassetto – Pole position Corsivo – Giro più veloce |

### Classe 250
| 1967 | Classe | Moto      |  |   |   |  |   |   |   |   |   |   |   |   |   | Punti | Pos. |
| ---- | ------ | --------- |  | - | - |  | - | - | - | - | - | - | - | - | - | ----- | ---- |
| 1967 | 250    | Husqvarna |  | - | - |  | - | - | - | - | 7 | - | - | - | - | 0     |      |

| 1968 | Classe | Moto      |   |   |  |   |   |   |   |     |   |   |  |  |  | Punti | Pos. |
| ---- | ------ | --------- | - | - |  | - | - | - | - | --- | - | - |  |  |  | ----- | ---- |
| 1968 | 250    | Husqvarna | - | - |  | - | - | - | - | Rit | - | - |  |  |  | 0     |      |

| 1969 | Classe | Moto   |   |   |   |  |   |   |   |   |   |   |   |   |  | Punti | Pos. |
| ---- | ------ | ------ | - | - | - |  | - | - | - | - | - | - | - | - |  | ----- | ---- |
| 1969 | 250    | Yamaha | - | - | - |  | - | - | - | - | 8 | - | - | - |  | 3     | 38º  |

| 1970 | Classe | Moto   |    |    |   |   |   |   |   |    |    |   |   |     |  | Punti | Pos. |
| ---- | ------ | ------ | -- | -- | - | - | - | - | - | -- | -- | - | - | --- |  | ----- | ---- |
| 1970 | 250    | Yamaha | 10 | 12 | 6 | - | - | - | - | 10 | 11 | - | - | Rit |  | 7     | 27º  |

| 1971 | Classe | Moto   |   |   |  |   |   |   |   |   |   |   |     |   |  | Punti | Pos. |
| ---- | ------ | ------ | - | - |  | - | - | - | - | - | - | - | --- | - |  | ----- | ---- |
| 1971 | 250    | Yamaha | - | - |  | - | - | - | - | 4 | - | - | Rit | - |  | 8     | 22º  |

| 1972 | Classe | Moto   |   |   |   |   |  |     |   |   |     |   |   |   |   | Punti | Pos. |
| ---- | ------ | ------ | - | - | - | - |  | --- | - | - | --- | - | - | - | - | ----- | ---- |
| 1972 | 250    | Yamaha | 9 | 6 | 7 | 4 |  | Rit | 8 | 8 | Rit | 8 | 5 | 4 | 2 | 46    | 5º   |

| 1973 | Classe | Moto   |   |   |   |    |   |   |     |   |   |     |   |     |  | Punti | Pos. |
| ---- | ------ | ------ | - | - | - | -- | - | - | --- | - | - | --- | - | --- |  | ----- | ---- |
| 1973 | 250    | Yamaha | 5 | 4 | 3 | AN | - | - | Rit | 1 | 3 | Rit | 1 | Inf |  | 64    | 2º   |

| 1976 | Classe | Moto |   |    |   |   |  |   |   |   |   |     |   |   |  | Punti | Pos. |
| ---- | ------ | ---- | - | -- | - | - |  | - | - | - | - | --- | - | - |  | ----- | ---- |
| 1976 | 250    | MZ   | - | NE | - | - |  | - | - | - | - | Rit | - | - |  | 0     |      |

| Legenda | 1º posto        | 2º posto            | 3º posto            | A punti      | Senza punti        | Grassetto – Pole position Corsivo – Giro più veloce |
| Legenda | Gara non valida | Non qual./Non part. | Ritirato/Non class. | Squalificato | '-' Dato non disp. | Grassetto – Pole position Corsivo – Giro più veloce |

### Classe 350
| 1969 | Classe | Moto   |   |   |    |   |   |    |   |   |     |   |   |   |  | Punti | Pos. |
| ---- | ------ | ------ | - | - | -- | - | - | -- | - | - | --- | - | - | - |  | ----- | ---- |
| 1969 | 350    | Yamaha | - | - | NE | - | - | NE | - | - | Rit | - | - | - |  | 0     |      |

| 1971 | Classe | Moto   |     |   |  |   |    |   |   |   |   |   |   |   |  | Punti | Pos. |
| ---- | ------ | ------ | --- | - |  | - | -- | - | - | - | - | - | - | - |  | ----- | ---- |
| 1971 | 350    | Yamaha | Rit | - |  | - | NE | - | - | 6 | - | - | 6 | 1 |  | 25    | 10º  |

| 1972 | Classe | Moto   |   |   |   |     |  |     |   |    |   |   |     |   |     | Punti | Pos. |
| ---- | ------ | ------ | - | - | - | --- |  | --- | - | -- | - | - | --- | - | --- | ----- | ---- |
| 1972 | 350    | Yamaha | 6 | 2 | 6 | Rit |  | Rit | 8 | NE | 5 | 6 | Rit | 5 | Rit | 42    | 7º   |

| 1973 | Classe | Moto   |   |   |   |   |   |   |   |    |   |   |     |     |  | Punti | Pos. |
| ---- | ------ | ------ | - | - | - | - | - | - | - | -- | - | - | --- | --- |  | ----- | ---- |
| 1973 | 350    | Yamaha | 3 | 3 | 1 | 2 | - | - | 3 | NE | 1 | 1 | Rit | INF |  | 77    | 2º   |

| 1974 | Classe | Moto   |   |   |     |     |  |     |    |   |     |    |   |     |  | Punti | Pos. |
| ---- | ------ | ------ | - | - | --- | --- |  | --- | -- | - | --- | -- | - | --- |  | ----- | ---- |
| 1974 | 350    | Yamaha | 2 | - | Rit | Rit |  | Rit | NE | 1 | Rit | NE | - | Rit |  | 27    | 6º   |

| Legenda | 1º posto        | 2º posto            | 3º posto            | A punti      | Senza punti        | Grassetto – Pole position Corsivo – Giro più veloce |
| Legenda | Gara non valida | Non qual./Non part. | Ritirato/Non class. | Squalificato | '-' Dato non disp. | Grassetto – Pole position Corsivo – Giro più veloce |

### Classe 500
| 1974 | Classe | Moto   |   |  |     |   |  |   |     |   |   |   |    |    |  | Punti | Pos. |
| ---- | ------ | ------ | - |  | --- | - |  | - | --- | - | - | - | -- | -- |  | ----- | ---- |
| 1974 | 500    | Yamaha | 4 |  | Rit | 2 |  | 2 | Rit | 1 | 3 | 3 | NE | NE |  | 67    | 3º   |

| 1975 | Classe | Moto   |     |    |   |   |  |  |   |     |     |   |     |    |  | Punti | Pos. |
| ---- | ------ | ------ | --- | -- | - | - |  |  | - | --- | --- | - | --- | -- |  | ----- | ---- |
| 1975 | 500    | Suzuki | Rit | NE | 2 | 3 |  |  | 5 | Rit | Rit | 2 | Rit | NE |  | 40    | 4º   |

| 1976 | Classe | Moto   |   |    |   |    |  |     |   |   |   |   |     |    |  | Punti | Pos. |
| ---- | ------ | ------ | - | -- | - | -- |  | --- | - | - | - | - | --- | -- |  | ----- | ---- |
| 1976 | 500    | Suzuki | 4 | SQ | 4 | NE |  | Rit | 5 | 4 | 2 | 2 | Rit | NE |  | 48    | 2º   |

| 1977 | Classe | Moto   |     |    |     |    |    |   |    |   |   |     |   |   |   | Punti | Pos. |
| ---- | ------ | ------ | --- | -- | --- | -- | -- | - | -- | - | - | --- | - | - | - | ----- | ---- |
| 1977 | 500    | Suzuki | Rit | NP | Rit | 12 | NE | 7 | NE | 7 | 4 | Rit | 7 | 6 | 3 | 35    | 9º   |

| 1978 | Classe | Moto   |  |   |   |     |   |    |   |   |   |   |   |    |    | Punti | Pos. |
| ---- | ------ | ------ |  | - | - | --- | - | -- | - | - | - | - | - | -- | -- | ----- | ---- |
| 1978 | 500    | Suzuki |  | 7 | 5 | Rit | 7 | 12 | 5 | 8 | 4 | 5 | 9 | NE | NE | 39    | 8º   |

| Legenda | 1º posto        | 2º posto            | 3º posto            | A punti      | Senza punti        | Grassetto – Pole position Corsivo – Giro più veloce |
| Legenda | Gara non valida | Non qual./Non part. | Ritirato/Non class. | Squalificato | '-' Dato non disp. | Grassetto – Pole position Corsivo – Giro più veloce |